# Олавский повет
Олавский повет (пол. Powiat oławski) — повет (район) в Польше, входит как административная единица в Нижнесилезское воеводство. Центр повета — город Олава. Занимает площадь 523,73 км². Население — 76 064 человека (на 31 декабря 2015 года).

## Административное деление
- города: Олава, Ельч-Лясковице
- городские гмины: Олава
- городско-сельские гмины: Гмина Ельч-Лясковице
- сельские гмины: Гмина Доманюв, Гмина Олава

## Демография
Население повета дано на 31 декабря 2015 года.
| Перепись            | Всего  | Мужчины | Женщины |
| ------------------- | ------ | ------- | ------- |
| Всего               | 76 064 | 37 090  | 38 974  |
| Городское население | 48 425 | 23 427  | 24 998  |
| Сельское население  | 27 639 | 13 663  | 13 976  |